# Longgu
Longgu ist eine administrative Einheit (Ward, Distrikt) des unabhängigen Inselstaates der Salomonen im südwestlichen Pazifischen Ozean.

## Geographie
Longgu bildet zusammen mit Aola, Valasi und Kolokarako den Verwaltungsbezirk East Central Guadalcanal. Er ist der zweite Distrikt des Bezirks, der sich auf den Küstenstreifen erstreckt und zieht sich von Nordwesten nach Südosten relativ schmal an der Küste entlang. Im Süden grenzt er an die Distrikte Tetekanji und Birao aus dem Bezirk East Guadalcanal. Der Distrikt hat eine Fläche von 123 km² und ca. 3800 Einwohner (2009). Der Distrikt ist geprägt von der Kaoka Bay (Kau kau Bay). Ein bedeutender Fluss ist der Simiu River. Vor der Küste liegen die Inselchen Talutoo mit Pope Rock, Mbara, sowie der Fairway Rock.

## Klima
Das Klima ist tropisch, die durchschnittliche Tagestemperatur liegt bei gleichbleibend 28 Grad Celsius, die Wassertemperaturen bei 26 bis 29 Grad. Feuchtere Perioden sind vorwiegend zwischen November und April, diese sind aber nicht sehr ausgeprägt. Die durchschnittliche Niederschlagsmenge pro Jahr liegt bei 3000 mm.